# Aljaksandra Pryvalava
Aljaksandra Valjantsinawana Pryvalava, Wit-Russisch: Аляксандра Валянцінаўна Прывалава, (Minsk, BSSR, Sovjet-Unie, 29 oktober 1987) is een Wit-Russisch professioneel tafeltennisster. Zij speelt rechtshandig met de shakehandgreep.
Zij nam namens haar land deel aan de Olympische Zomerspelen 2012 en 2016 maar won geen medailles.

## Belangrijkste resultaten
- Brons met het team op de wereldkampioenschappen 2006.
- Brons met het team op de Europese kampioenschappen 2010.
- Brons met het team op de Europese kampioenschappen 2011.
- Brons in de gemengd dubbel op de Europese kampioenschappen 2011 met Pavel Platonov.
- Brons in de gemengd dubbel op de Europese kampioenschappen 2012 met Pavel Platonov.